# Lex Cornelia de proscriptione
Die Lex Cornelia de proscriptione (teils in der Forschung auch als Lex Cornelia de hostibus rei publicae bezeichnet) war eines der ersten Gesetze aus dem Gesamtpaket der sullanischen Reformgesetzgebung der Zeit zwischen 82 und 79 v. Chr. Beschlossen wurde es im Zusammenwirken mit der Volksversammlung in den Zenturiatskomitien, aufgrund eines eigenständigen Rogationsrechts Sullas jedoch ohne die sonst üblichen Vorberatungen im Senat. Es handelte sich um das wohl berüchtigtste Gesetz der Ära Sullas.
Das Proskriptionsgesetz basierte auf dem Rechtsgefüge der lex Valeria. Sie erlaubte die personale Ächtung der politischen Gegner und legitimierte deren Verfolgung und Tötung; dies mit der Besonderheit, dass bereits zurückliegende Proskriptionen ebenso gebilligt wurden, wie auszutragende zukünftige. Die lex Valeria hatte Sulla (rei publicae constiduendae causa) nicht nur in das Amt des Diktators gehoben, sondern ihn dazu mit umfangreichen Handlungsvollmachten ausgestattet.
Diese Vollmachten aufgreifend, erließ Sulla die lex Cornelia de proscriptione, mit der er die Rechtsfolgen der angeordneten Verfolgungen und Massentötungen rechtfertigte. Die Proskriptionen selbst formulierten weder den Verstoß, dessen sich der Verfolgte schuldig gemacht haben soll, noch den Schuldvorwurf, vielmehr genügte die Mutmaßung, dass sich der einzelne „politische Gegner als Staatsfeind erwiesen“ habe (hostes populi Romani). Sulla entschied selbst, wer proskribiert wurde. Er wich in mehreren Punkten von der Vorgehensweise des Senats ab. Der legte sein außerordentliches Beschlussrecht bei Staatsnotständen ausführlich dar.
Im Einzelnen regelten die Proskriptionen, die bis Juni 81 v. Chr. festgesetzt worden waren, dass Proskribierte von jedermann getötet werden durften, dafür sogar Belohnungen in Aussicht gestellt wurden. Konträr dazu wurden Hilfestellungen für den Proskribierten bestraft. Die Güter getöteter Proskribierter und deren Helfer wurden beschlagnahmt und verkauft. Proskribierte verloren ihr Erbrecht. Die Söhne und Enkel Proskribierter büßten das Recht ein, sich auf die Ämterlaufbahn bewerben zu dürfen.